# Jour national de la Galice
 (novembre 2022).
Si vous disposez d'ouvrages ou d'articles de référence ou si vous connaissez des sites web de qualité traitant du thème abordé ici, merci de compléter l'article en donnant les références utiles à sa vérifiabilité et en les liant à la section « Notes et références ».

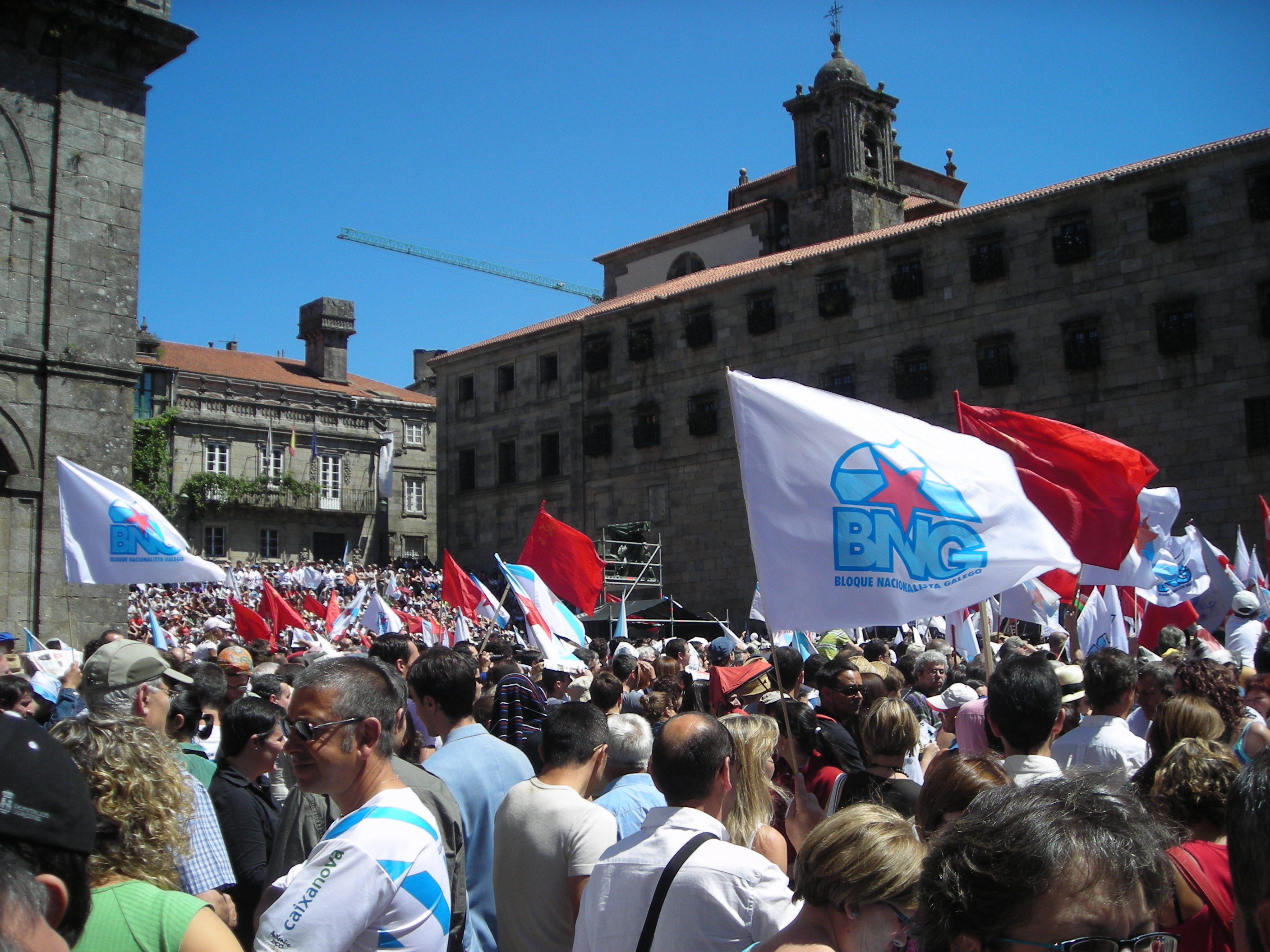
Manifestation de la coalition du BNG, le 25 juillet 2009.

Le Jour national de la Galice (en galicien et espagnol:  Día Nacional de Galicia) ou Fête nationale de Galice, est une célébration officielle de la communauté autonome de Galice, en Espagne. Officialisée par un décret du gouvernement autonome galicien (Xunta de Galicia) publié au journal officiel le 1er janvier 1979, elle a lieu chaque 25 juillet, jour de la fête de Saint-Jacques. Cette fête est également connue dans les milieux nationalistes sous le nom de Día da Patria (Jour de la Patrie) ou Día da Patria Galega (Jour de la patrie galicienne).

## Histoire
Cette célébration trouve son origine dans la tenue d'un congrès de l'organisation nationaliste des « Irmandades da Fala » en 1919. Assemblés à Saint-Jacques-de-Compostelle, les membres de ces fraternités (irmandades) décident de faire de la fête de Saint-Jacques une célébration en faveur de la langue (fala) et de la culture galicienne. Le premier jour national de la Galice est célébré le 25 juillet 1920.
Mise en sourdine durant la dictature franquiste, cette fête reste suivie par les membres de la diaspora. De manifestation « séparatiste » (du point de vue du gouvernement espagnol de l'époque) les festivités du 25 juillet deviennent une importante fête nationale célébrée dans tout le pays, saint Jacques étant traditionnellement le patron de l'Espagne. Loin de promouvoir une quelconque identité galicienne, les célébrations du 25 juillet — rebaptisées Día del Patrón de España (jour du Saint Patron de l'Espagne) servent au contraire à magnifier la patrie espagnole et à servir de tribune de propagande au régime en place. Les fêtes de la Saint-Jacques sont marquées à cette époque par un renforcement du caractère sacré de la manifestation, qui se traduit par une procession et une grand'messe en la cathédrale de Saint-Jacques-de-Compostelle.
À partir de 1968, avec l'apparition du Parti socialiste galicien et de la Unión do Povo Galego (Union du peuple galicien), des célébrations clandestines commencent à voir le jour dans la province, durement réprimées par la police franquiste. L'avènement de la démocratie après la mort de Franco reste une période trouble durant laquelle les manifestations restent interdites ou solidement encadrées. Le 25 juillet est aujourd'hui une des manifestations officielles les plus importantes de la communauté autonome. Chaque année, plusieurs partis politiques nationalistes profitent de cette occasion pour faire entendre leurs revendications et faire part de leurs réflexions sur la situation politique et culturelle de la province.